# Erlacherhof

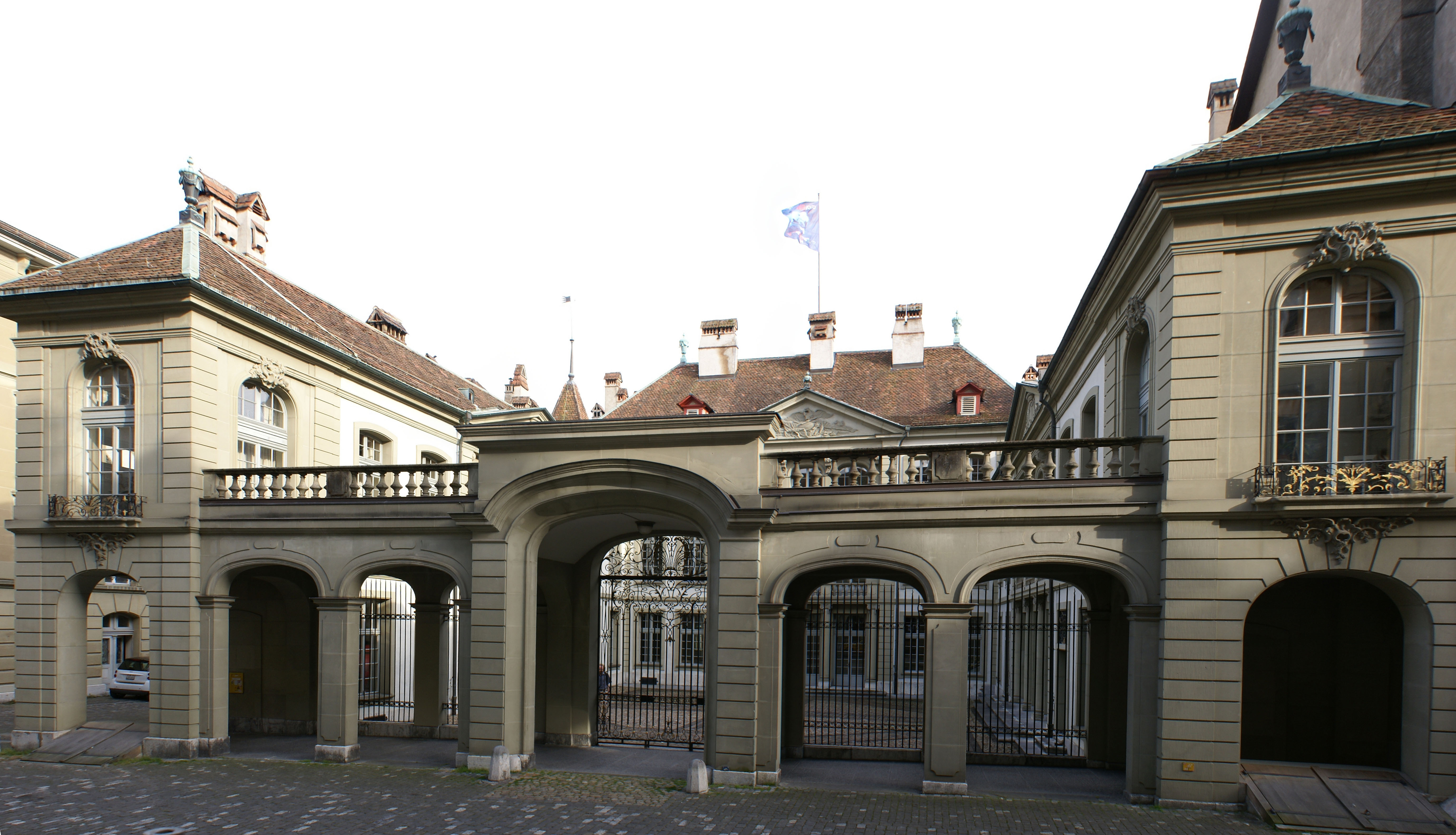
Strassenfront des Erlacherhofs

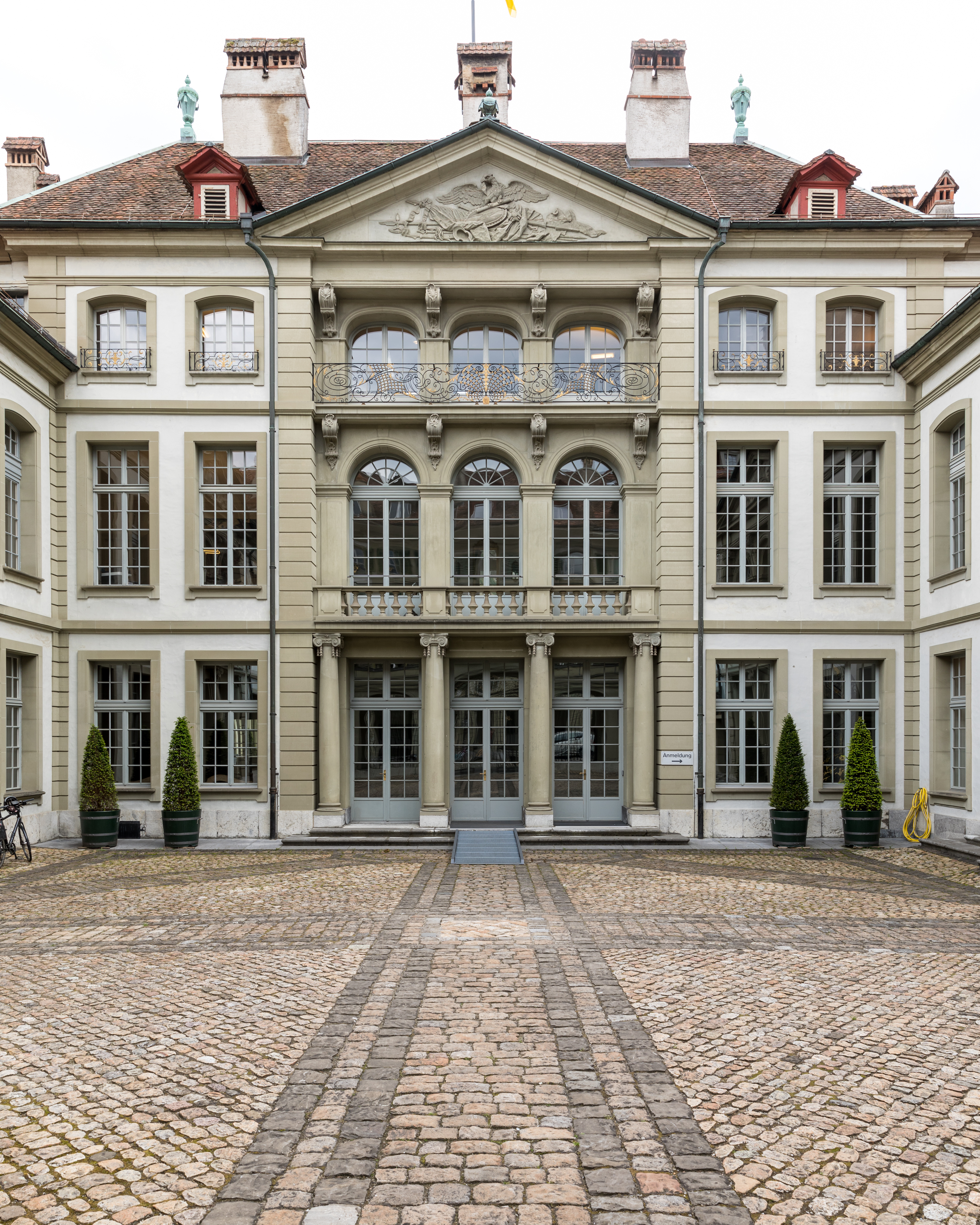
Hauptgebäude Erlacherhof

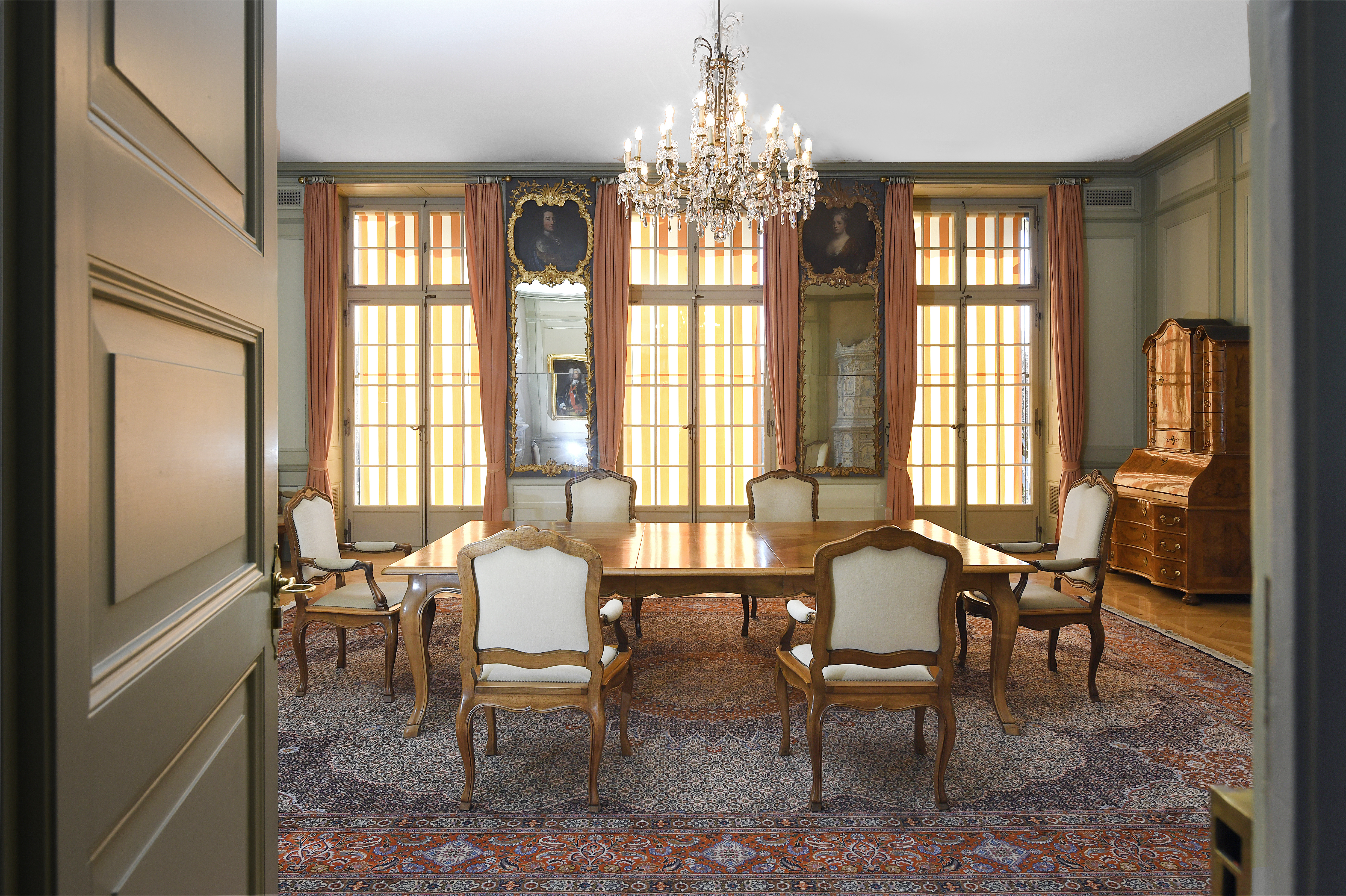
Der Gemeinderatssaal im Erdgeschoss des Erlacherhofs.

Der Erlacherhof ist ein spätbarockes Stadtpalais an der Junkerngasse 47 mitten in der Altstadt von Bern. Es befand sich im Besitz der Reichsgrafen von Erlach.

## Geschichte
Er wurde 1745 bis 1752 anstelle von zwei Häusern, von denen das eine (die Hoftstatt) einst der Familie Adrian I. von Bubenbergs gehört hatte, vermutlich von Albrecht Stürler für Hieronymus von Erlach errichtet. Da 1748 sowohl der mutmassliche Baumeister als auch der Bauherr starben, wurde der Bau in der Folge von dessen Sohn Albrecht Friedrich von Erlach und vermutlich unter Mithilfe des Bildhauers Johann August Nahl (dem Älteren) vollendet. An den Giebelfeldern der Seitenflügel liess Albrecht Friedrich das Monogramm seines Vaters (HvE) anbringen.
1795 gelangte der Erlacherhof an den Grossmetzger Albrecht Hegi und an den Kaufmann David Rudolf Bay und nach dem Untergang des bernischen Patriziates im Jahr 1798 war er Hauptquartier des französischen Generals Guillaume-Marie-Anne Brune. In der Mediationszeit diente das Gebäude als Schulhaus für das Mattequartier und war danach bis 1831 Sitz der französischen Botschaft. Von 1848 bis 1857 waren hier die Amtsräume des Bundesrats untergebracht. Seither beherbergt der Erlacherhof Teile der Berner Gemeindeverwaltung wie Präsidialdirektion und Stadtkanzlei sowie den Gemeinderatssaal und ist nicht zuletzt der Sitz des Berner Stadtpräsidenten.
Der Erlacherhof gilt als Berns repräsentativster Patriziersitz. In seinen 1732 erschienenen Deliciae urbis Bernae schrieb Johann Rudolf Gruner darüber:

„Dieses Jahr hat Herr Oberst Albrecht Friedrich von Erlach, Herr zu Hindelbank, sein Sässhaus an der Junkerngasse bei der Hofstatt, das alte Bubenberg- und Erlachhaus abgebrochen und einen prächtigen Palast da zu bauen angefangen mit einer kostbaren Terrasse von Hohen Mauern.“

Als einziges Haus in der Berner Altstadt besitzt der Erlacherhof einen Ehrenhof, der zur Junkerngasse hin von einem prunkvollen Eisengitter abgeschlossen wird. Diesem Ehrenhof, der das Anfahren mit einer Kutsche ermöglichen sollte, ist eine überdachte Arkade vorgelagert, was bei Bauten dieser Art unüblich war. Der Grund dafür war die konsequente Durchsetzung der Berner Gesetzgebung, die forderte, dass jeder Grundbesitzer einen überdachten, trockenen Durchgang durch die Stadt gewährleisten muss. Durch das Vestibule gelangt man in ein grosses Treppenhaus mit Hufeisentreppe, das von einer Galerie mit freistehenden Säulen überhöht ist. Das Deckengemälde stellt den Triumph Amors dar und wird dem Maler Johann Ulrich Schnetzler zugeschrieben. Hinter dem Hauptgebäude befindet sich eine aufgeschüttete und untertunnelte Gartenterrasse.